# Právo nevypovídat v Česku
Právo nevypovídat nebo též právo odepřít výpověď umožňuje, podle článku 37 Listiny záklaních práv a svobod a § 100 trestního řádu, každému odepřít výpověď, jestliže by jí způsobil nebezpečí trestního stíhání sobě nebo osobě blízké. Právo odepřít výpověď se vztahuje na výpověď jako celek.

## Právo obviněného nevypovídat
Trestní řád výslovně zdůrazňuje, že obviněný má právo vyjádřit se ke všemu, co je mu kladeno za vinu a ke všem důkazům, nemá ale povinnost vypovídat, na základě principu „nemo tenetur prodere seipsum“, tedy „nikdo není povinen zrazovat sám sebe“. Obviněný nesmí být žádným způsobem donucen k výpovědi a je nutno šetřit jeho osobnosti.

## Právo svědka nevypovídat
O právu odepřít výpověď musí být člověk řádně poučen. Součástí řádného poučení je označení skutku, jehož se má výpověď týkat, a po sdělení obvinění označení osoby obviněného, v jehož věci má svědek vypovídat. Je-li stíháno více obviněných, je třeba označit všechny obviněné, aby mohl svědek posoudit, zda má právo odepřít výpověď (srov. č. 3/1981, č. 9/1985 Sb. rozh. tr.). Právo odepřít výpověď neopravňuje svědka se k soudu nedostavit. Zda má svědek právo odepřít výpověď, je ponecháno na posouzení orgánu činném v trestním řízení, který má svědka vyslechnout. Právo svědka odepřít vypovídat je však nutno hodnotit podle objektivních kritérií, mezi která patří i subjektivní vnímání svědka, který je oprávněn si zásadně zvolit rozsah, v němž odepře vypovídat.  Svědek musí tomuto orgánu sdělit důvod, proč chce výpověď odepřít.

### Osoby oprávněné odepřít výpověď
Osoby oprávněné odepřít výpověď jsou vyňaty z povinnosti vypovídat. Jedná se:
1. o příbuzné obviněného v pokolení přímém, sourozence, osvojitele, osvojence, manžela/manželku, partnera/partnerku, druha/družku. Důvodem pro odepření výpovědi je v tomto případě příbuzenský či rodinný poměr.[5] Svědek má právo odepřít výpověď pouze v případě, že výpověď týkající se ostatních obviněných nelze odloučit od výpovědi týkající se obviněného v tomto poměru.[7]
2. o osoby, které by způsobily nebezpečí trestního stíhání sobě, svému příbuznému či osobám v poměru rodinném nebo obdobném, jejichž újmu by právem pociťoval jako újmu vlastní. Takovým trestním stíháním může být i trestní stíhání svědka již probíhající, ke kterému by si svědek mohl výpovědí přitížit. Svědek ale nemá právo odmítnout vypovídat, pokud by toto stíhané jednání mohlo být posouzeno jen jako přestupek, a nikoli jako trestný čin a tuto skutečnost lze zjistit, aniž by byl porušen smysl uvedeného ustanovení.[5]

Právo odepřít výpověď nemá ten, kdo má stran trestného činu, jehož se svědecká výpověď týká, oznamovací povinnost podle trestního zákoníku.